# Ibrahim Hassan al-Asiri
Ibrahim Hassan al-Asiri (arabisch إبراهيم حسن العسيري, DMG Ibrāhīm Ḥasan al-ʿAsīrī; * 18. April 1982) ist ein mutmaßlicher saudi-arabischer Terrorist. Er ist auch unter dem Alias „Abu Saleh“ bekannt.
Al-Asiri wurde 1982 im Süden Saudi-Arabiens an der Grenze zum Jemen geboren und stammt aus einer Militärfamilie. Als er in den Irak ausreisen wollte, um gegen die amerikanischen Besatzungstruppen zu kämpfen, wurde er von den saudischen Behörden festgesetzt und radikalisierte sich nach eigenen Angaben in der Haft weiter. Nach der Entlassung tauchten er und sein Bruder Abdullah 2007 unter, um wenig später im Jemen wieder in Erscheinung zu treten. Nach Angaben des saudi-arabischen Innenministeriums schloss er sich al-Qaida an und war an einer Reihe von Attentaten beteiligt, die das Terrornetzwerk zwischen 2003 und 2006 verübte. Er gilt derzeit als einer der meistgesuchten Terroristen Saudi-Arabiens und soll sich im Jemen aufhalten. Nach Angaben des US-Sicherheitsexperten Pat Ryan gilt er für den al-Qaida-Ableger auf der Arabischen Halbinsel als Experte für Sprengstoff und Bombenbau.
Die erste von ihm gebaute Bombe sollte am 27. August 2009 den saudi-arabischen Geheimdienstchef Mohammed ibn Naif töten. Überbracht wurde sie von seinem Bruder Abdallah, der vorgab sich zu stellen und bei dem Treffen die in seiner Unterhose versteckte Bombe zündete. Abdallah starb bei dem Anschlag, aber Mohammed ibn Naif überlebte.
Al-Asiri soll außerdem für einen Anschlag auf den Northwest-Airlines-Flug 253 im Landeanflug auf Detroit am ersten Weihnachtstag 2009 und die Versendung von Paketbomben aus dem Jemen im November 2010 verantwortlich sein.